# Polenzgraben
Der Polenzgraben ist ein Meliorationsgraben und rechter Zufluss der Nuthe auf der Gemarkung der Stadt Trebbin im Landkreis Teltow-Fläming in Brandenburg. Der Name leitet sich aus dem slawischen pol´e für „Feld“ und dem Zusatz „-graben“ ab.

## Verlauf
Der Graben entwässert landwirtschaftlich genutzte Flächen, die sich im Süden der Stadt und dort südlich des Trebbiner Ortsteils Wiesenhagen befinden. Das Wasser dieser Flächen wird gesammelt und fließt in westlicher Richtung unter der Bahnstrecke Berlin–Halle hindurch. Der Hauptstrang fließt südlich des Trebbiner Wohnplatzes Forsthaus Altlenzburg in westlicher Richtung und nimmt dabei Wasser aus dem umliegenden Waldgebiet auf. Aus den nördlich gelegenen Flächen um den Trebbiner Wohnplatz Ebelshof fließt ebenfalls Wasser aus landwirtschaftlich genutzten Flächen zu. Beide Stränge vereinigen sich kurz vor der Entwässerung in die westlich gelegene Nuthe.